# Lista de deputados estaduais do Espírito Santo da 4.ª legislatura
Esta é a lista de deputados estaduais do Espírito Santo para a legislatura 1959–1963. Nas eleições, foram eleitos 32 deputados estaduais.

## Composição das bancadas
| Partido | Líder                     | Bancada | Posição  |
| ------- | ------------------------- | ------- | -------- |
| PSD     | Cristiano Dias Lopes      | 11 / 32 | Governo  |
| PTB     | Luiz Batista              | 8 / 32  | Oposição |
| PSP     | Hélsio Cordeiro           | 5 / 32  | Governo  |
| UDN     | Danilo Monteiro de Castro | 5 / 32  | Oposição |
| PRP     | Antenor Hermínio Bassini  | 2 / 32  | Oposição |
| PDC     | Walter Bersau             | 1 / 32  | Governo  |

## Deputados Estaduais
Estavam em jogo 32 cadeiras da Assembleia Legislativa do Espírito Santo. Foram apurados 207.485 votos válidos (93,87%), 10.467 votos em branco (4,73%) e 3.093 votos nulos (1,40%) resultando no comparecimento de 221.045 eleitores.
| Número | Deputados estaduais eleitos      | Partido | Votação | Percentual | Cidade onde nasceu      | Unidade federativa |
| 46982  | Emir de Macedo Gomes             | PSP     | 4.407   | 2,02%      | Remanso                 | Bahia              |
| 14149  | Luiz Batista                     | PTB     | 4.307   | 1,98%      | Ibiraçu                 | Espírito Santo     |
| 41600  | José Parente Frota               | PSD     | 4.220   | 1,94%      | Sobral                  | Ceará              |
| 41321  | José Merçou Vieira               | PSD     | 3.821   | 1,75%      | Vitória                 | Espírito Santo     |
| 41335  | Dylio Penedo                     | PSD     | 3.787   | 1,74%      | Cachoeiro de Itapemirim | Espírito Santo     |
| 14461  | Alcy de Almeida                  | PTB     | 3.492   | 1,60%      | Ibiraçu                 | Espírito Santo     |
| 14917  | Isaac Lopes Rubim                | PTB     | 3.137   | 1,44%      | Alegre                  | Espírito Santo     |
| 41287  | Jeová Miranda Ferreira           | PSD     | 3.088   | 1,42%      | Cariacica               | Espírito Santo     |
| 22208  | Sebastião Cipriano do Nascimento | UDN     | 3.055   | 1,40%      | Brejetuba               | Espírito Santo     |
| 14944  | José Rodrigues de Oliveira       | PTB     | 2.938   | 1,35%      | Cariacica               | Espírito Santo     |
| 41164  | Odilon Nunes Milagre             | PSD     | 2.905   | 1,33%      | São Mateus              | Espírito Santo     |
| 41278  | Hilário Toniato                  | PSD     | 2.886   | 1,32%      | Itaguaçu                | Espírito Santo     |
| 22647  | Djalma Sá Oliveira               | UDN     | 2.870   | 1,32%      | São Mateus              | Espírito Santo     |
| 41385  | Cristiano Dias Lopes             | PSD     | 2.849   | 1,31%      | Bom Jesus do Norte      | Espírito Santo     |
| 41402  | Oscar de Almeida Gama            | PSD     | 2.636   | 1,21%      | Alegre                  | Espírito Santo     |
| 14418  | Mário Gurgel                     | PTB     | 2.604   | 1,19%      | Porto Velho             | Rondônia           |
| 14691  | João Corsino de Freitas          | PTB     | 2.601   | 1,19%      | Ecoporanga              | Espírito Santo     |
| 14141  | Jocarly Gomes Sales              | PTB     | 2.508   | 1,15%      | Exu                     | Pernambuco         |
| 22419  | Danilo Monteiro de Castro        | UDN     | 2.470   | 1,13%      | Campos dos Goytacazes   | Rio de Janeiro     |
| 41595  | Arsílio Caiado Ferreira          | PSD     | 2.450   | 1,12%      | Piúma                   | Espírito Santo     |
| 41553  | Judith Leão Castello Ribeiro     | PSD     | 2.442   | 1,12%      | Serra                   | Espírito Santo     |
| 41645  | José Henrique Cortat             | PSD     | 2.430   | 1,11%      | Aracruz                 | Espírito Santo     |
| 46174  | Harry Freitas Barcelos           | PSP     | 2.356   | 1,08%      | Marataízes              | Espírito Santo     |
| 22327  | Paulo Barros                     | UDN     | 2.334   | 1,07%      | Alegre                  | Espírito Santo     |
| 46689  | Pedro Maia de Carvalho           | PSP     | 2.175   | 0,99%      | Campos dos Goytacazes   | Rio de Janeiro     |
| 14674  | Evaldo Ribeiro de Castro         | PTB     | 2.159   | 0,99%      | Rio Novo do Sul         | Espírito Santo     |
| 22136  | Dianor Bittencourt Pereira       | UDN     | 2.109   | 0,97%      | Santa Maria de Jetibá   | Espírito Santo     |
| 17213  | Walter Bersau                    | PDC     | 2.039   | 0,94%      | Itapemirim              | Espírito Santo     |
| 46128  | Geraldo Vargas Nogueira          | PSP     | 1.877   | 0,86%      | Colatina                | Espírito Santo     |
| 46162  | Hélsio Cordeiro                  | PSP     | 1.840   | 0,84%      | Cachoeiro de Itapemirim | Espírito Santo     |
| 44251  | Antenor Hermínio Bassini         | PRP     | 1.704   | 0,78%      | Castelo                 | Espírito Santo     |
| 44607  | Jamil de Castro Zonaim           | PRP     | 1.631   | 0,75%      | Baixo Guandu            | Espírito Santo     |